# Tomonori Toyofuku
Tomonori Toyofuku (Kurume, 24 ottobre 1925 – Fukuoka, 18 maggio 2019) è stato uno scultore e designer giapponese.

## Biografia
Tomonori Toyofuku nasce nel 1925 a Kurume, nell'isola di Kyūshū, in Giappone. Frequenta l'Università Kokugakuin, nella quale studia letteratura giapponese antica nel 1946 decide di dedicarsi alla scultura in legno seguendo gli insegnamenti di Tominaga Chodo. Nel 1950 espone per la prima volta in una collettiva del gruppo giapponese d'avanguardia Shinseisaku-Kyokai, di seguito diventerà membro nel 1957. Le sue opere fondono sensibilità moderna e concezione della forma propria dell'antica arte giapponese. La sua prima mostra personale si tiene alla Tokyo Gallery di Tokyo nel 1960, sempre nello stesso anno partecipa per la prima volta alla Biennale di Venezia. 
Negli anni '60 espone molto in Europa. Nel 1961 partecipa al Concorso Internazionale di Architettura e Arte di Copenhagen. In Italia espone alla Galleria del Cavallino di Venezia e nella Galleria del Naviglio. Nel 1964 espone una personale alla Biennale di Venezia, partecipa e si aggiudica la vittoria al Carnegie International di Pittsburgh riceve il William Frew Memorial Prize. Espone alla Biennale di San Paolo del 1965 e due anni dopo partecipa al Concorso internazionale del Bronzetto di Padova, dove la sua opera riceve il secondo premio. 
L'artista, offre la sua originale espressione astratta manifestandola nelle sculture di bronzo, legno di mogano o pietra traforate ripetendo un motivo ovoidale infinite volte, con infinite variazioni, ha creato gioielli e monumenti pubblici come la fontana in granito a Kurume (1983) e la scultura commemorativa in ferro nel porto di Fukuoka (1997). Le sculture di Toyofuku fanno ormai parte delle più importanti collezioni pubbliche e private; si trovano al Museum of Modern Art di New York, al National Museum of Modern Art di Tokyo, alla Albright-Knox Art Gallery di Buffalo e alla Galleria d'Arte Moderna di Roma. Tomonori Toyofuku si è trasferito nel 1960 a Milano, dove ha vissuto e lavorato fino a ritrasferirsi in Giappone nel 2003.
Muore il 18 maggio 2019 nell'ospedale di Fukuoka.

## Musei dove è esposto
- Museum of Modern Art di New York
- National Museum of Modern Art di Tokyo
- Albright-Knox Art Gallery di Buffalo
- Galleria d’Arte Moderna di Roma
- Peggy Guggenheim collection